# Elektrim

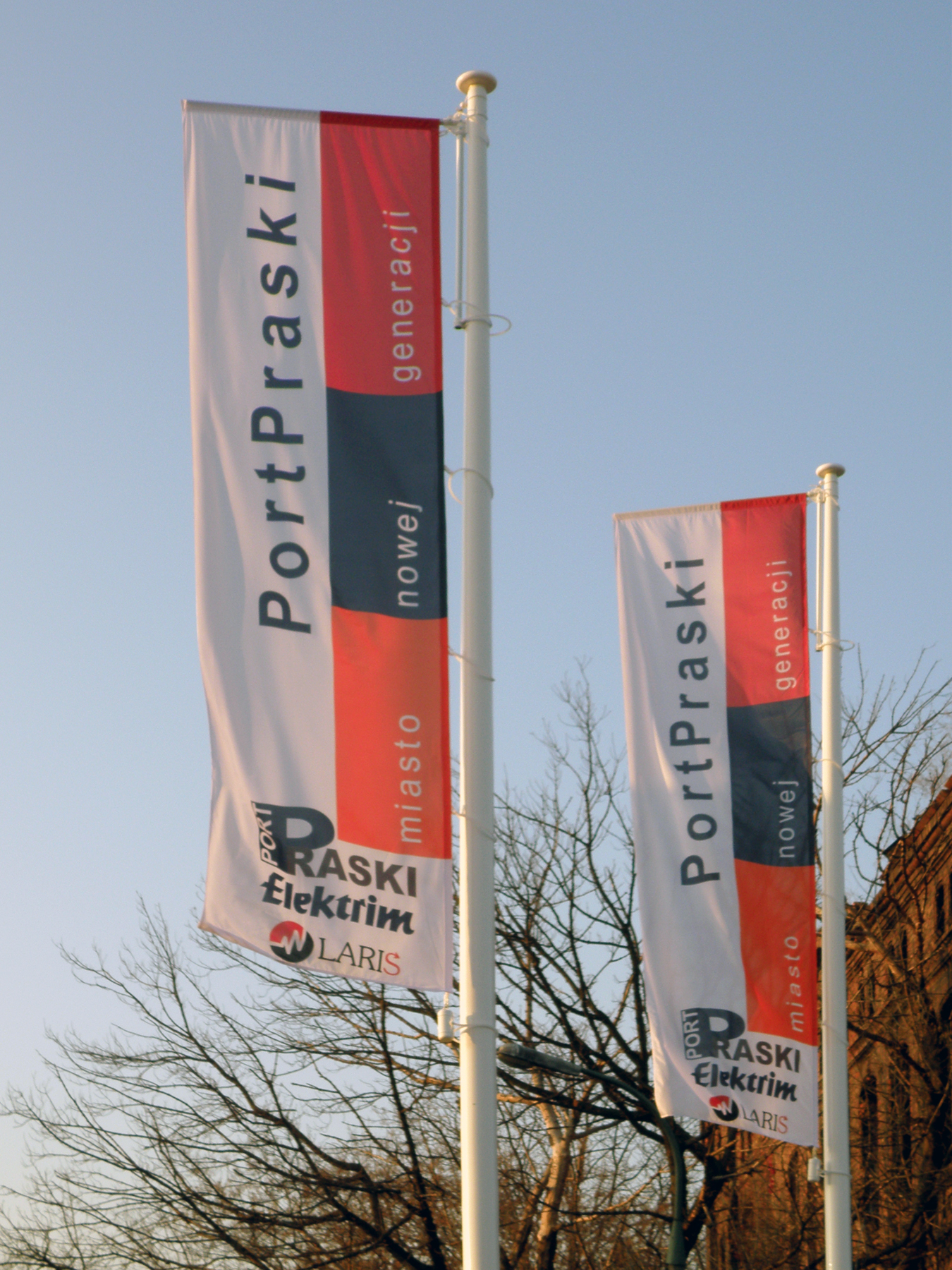
Das Immobilienprojekt Port Praski ist eine der noch vorhandenen Beteiligungen der Holding, hier Fahnen des Projektes mit Elektrim-Logo im Jahr 2011

Elektrim SA ist eine polnische Aktiengesellschaft. Sie wurde 1945 als staatliches Außenhandelsunternehmen der Volksrepublik Polen unter der Firmierung Polskie Towarzystwo Handlu Zagranicznego dla Elektrotechniki ELEKTRIM gegründet und 1992 über einen Börsengang an der Warschauer Börse privatisiert. Elektrim gehörte in den 1990er Jahren zu den größten Unternehmensgruppen Polens; unter anderem war Elektrim Gesellschafter der Polska Telefonia Cyfrowa (heute T-Mobile Polska). Bis zu 140 Gesellschaften wurden in einer Holdingstruktur geführt. Aufgrund finanzieller Schwierigkeiten wurde 2007 über Elektrim das Insolvenzverfahren eröffnet, und der Aktienhandel im Jahr 2008 ausgesetzt. Das Unternehmen befindet sich nach wie vor (2019) in Insolvenz, ist aber geschäftlich aktiv. Heute gehört es mehrheitlich zur Unternehmensgruppe des polnischen Milliardärs Zygmunt Solorz-Żak.

## Geschichte
Am 16. November 1945 wurde vom polnischen Schifffahrts- und Außenhandelsministerium (Ministerstwo Żeglugi i Handlu Zagranicznego) eine Verbundorganisation von Unternehmen der Elektroindustrie gegründet, die für den Außenhandel dieser Unternehmen verantwortlich war. Die Zentralen der beteiligten Unternehmen und Unternehmensverbände befanden sich in Katowice, Łódź, Płock, Posen und Warschau. Als eine der ersten Außenhandelsorganisationen Polens importierte PTHZ Elektrim zunächst vorwiegend industrielle Produktions- und Ausrüstungsanlagen. Ab den 1950er Jahren lag der Schwerpunkt auf dem Export elektrotechnischer Erzeugnisse.
Die Umwandlung zu einer Aktiengesellschaft des Staatsschatzes erfolgte am 14. September 1990. Im Jahr 1992 erfolgte die Privatisierung über den Börsengang an der kurz zuvor gegründeten Warschauer Börse; Elektrim war eines der ersten polnischen Unternehmen, die hier gelistet wurden. Der Staatsschatz behielt 18 % der Gesellschaftsanteile. In den Folgejahren wurde das Unternehmen umstrukturiert. Eines der strategischen Geschäftsfelder wurde die Kabelproduktion. Mitte der 1990er Jahre wurde die Mehrheit an der Bydgoska Fabryki Kabli sowie Beteiligungspakete an der Fabryka Kabli Załom in Stettin, an der Krakauer Fabryka Kabli, an Kablex sowie an der Fabryka Kabli Ożarów Mazowiecki erworben. Der Exportumsatzanteil mit Kabelprodukten betrug in Folge rund 25 %. Als sich Ende der 1990er Jahre der Fokus des Unternehmens auf Investitionen in das Festnetz- und Mobilfunkgeschäft richtete, wurden die in der Elektrim Kable-Holding zusammengeführten Kabelhersteller an Tele-Fonika Kable S.A. verkauft, wodurch einer der größten europäischen Kabelhersteller entstand.
Im März 1999 beteiligte Elektrim sich an der Zespół Elektrowni Pątnów-Adamów-Konin SA (ZE PAK S.A.). Im selben Jahr erhielt das Unternehmen als Gegenleistung für den Bau der Warschauer Świętokrzyski-Brücke von der Stadt den ehemaligen Hafen Praga. Hier sollte ein neuer Stadtteil entstehen.
In den 2000er Jahren kam es, wegen der hohen Verschuldung der Holding, zu finanziellen Problemen. Der Verkauf der Anteile am Mobilfunkbetreiber Polska Telefonia Cyfrowa an Vivendi führte zu jahrelangen juristischen Auseinandersetzungen mit der Deutschen Telekom. Erst im Jahr 2010 wurden die Streitigkeiten beigelegt. 2007 wurde das Unternehmen insolvent, 2008 erfolgte das Delisting an der Börse. Das Unternehmen war und ist weiterhin wirtschaftlich aktiv.
Der Medienunternehmer Zygmunt Solorz-Żak (Polsat) erwarb seit 2004 Anteile der Elektrim; im Jahr 2018 kontrollierte er rund 81,4 %.

## Heute
Der Sitz der Holding befand sich ursprünglich im früher als Elektrim-Hochhaus bezeichneten Oxford-Tower im Stadtzentrum. Das Elektrim-Logo prägte die Fassade des Gebäudes. Heute befindet sich die Unternehmenszentrale in der Ulica Pańska 77/79 im Stadtdistrikt Wola.
Elektrim ist nach wie vor verschuldet und nicht zahlungsfähig. Gläubiger sowie das polnische Finanzamt fordern die Begleichung von Schulden in Złoty-Milliardenhöhe. Kleinaktionäre werfen dem Aufsichtsrat der Elektrim vor, Informationen vorenthalten zu bekommen. Entscheidungen und Details zum Verkauf von hochwertigen Beteiligungen seien intransparent. Rund 500 dieser Kleinanlager (etwa 5 % der Unternehmensanteile) haben sich zu einer Vereinigung von Minderheitsaktionären (Porozumienie drobnych akcjonariuszy Elektrim S.A.) zusammengeschlossen, die ihre Interessen gegenüber den Hauptgesellschaftern vertritt.
Eine der verbleibenden Beteiligungen ist die Kraftwerksgruppe ZE PAK S.A., die zu den größten Stromherstellern Polens gehört, und sich im Besitz des polnischen Staatsschatzes, der Elektrim sowie weiterer Solorz-Unternehmen befindet. Elektrim ist außerdem an dem Stromhändler PAK-Volt S.A. (früher: Elektrim-Volt S.A.) beteiligt. Ebenso gehört das Centrum Mobile Switching Center/Data Center (MSC/DC) in Grodzisk Mazowiecki zum Portfolio der Holding. Elektrim hält auch ein Aktienpaket an Cyfrowy Polsat.
Auf dem Gelände des ehemaligen Warschauer Weichsel-Hafens Praga realisiert Elektrim seit 2012 ein großes Immobilienprojekt: Port Praski.